# Galeriegrab Etteln
Das Galeriegrab Etteln ist eine megalithische Grabanlage der jungsteinzeitlichen Wartbergkultur bei Etteln, einem Ortsteil von Borchen im Kreis Paderborn (Nordrhein-Westfalen).

## Lage
Das Grab befindet sich nordwestlich von Etteln auf dem Lechtenberg in einer Baumgruppe zwischen zwei Feldern. 2,7 km nordwestlich liegen die Galeriegräber bei Kirchborchen, 3,2 km südsüdöstlich die Galeriegräber bei Henglarn.

## Forschungsgeschichte
Das Grab wurde erstmals 1575 durch Bischof Salentin von Isenburg untersucht. Weitere Grabungen folgten 1862, 1865, 1871 und 1969.

## Beschreibung

### Architektur
Die Anlage ist nordwest-südöstlich orientiert. Sie hat eine Gesamtlänge von 22 m, eine Breite von 2,6 m und eine ursprüngliche Höhe von 1,2 m im Eingangsbereich bzw. 1,8 m in der Mitte. Es sind Reste einer Hügelschüttung und drei Umfassungssteine erhalten. Die Grabkammer hat eine innere Länge von 21,5 m, eine Breite von 2 m und eine rekonstruierte Deckenhöhe von 0,9 m im Eingangsbereich bzw. 1,5 m in der Mitte. Die Kammer ist aus Kalksteinplatten errichtet, die bis zu 2 m hoch, zwischen 0,5 m und 2,15 m breit und 0,3 m dick sind. Die nordwestliche Abschlussplatte hat eine Breite von 2,41 m. Auch Reste von zwei Deckplatten sind in und neben der Anlage erhalten. Die Deckplatten sind 2,15 m lang, zwischen 0,7 m und 0,8 m breit und 0,3 m dick. Die Kammersohle liegt 1 m unter der heutigen Oberfläche. Die Kammer war bei ihrer Errichtung zu etwa einem Viertel ihrer Höhe in den Erdboden eingesenkt worden. Der Zugang zur Kammer befindet sich an der südöstlichen Schmalseite. Hier befindet sich ein zweiteiliger Türlochstein. Ein Vorraum ist nicht vorhanden.
Das Baumaterial für die Kammer wurde direkt vor Ort abgebaut. Der Materialbedarf wird auf etwa 105,8 t geschätzt.

### Bestattungen
Bei den Grabungen von 1862, 1865 und 1871 wurde eine größere Menge menschlicher Knochenreste entdeckt („eine Kiste voll“). 1969 wurde noch eine kleinere Anzahl von Knochenresten neben der Kammer entdeckt. Alle Funde sind heute verschollen.

### Beigaben
Bei den Grabungen wurden zwei Keramikscherben, mehrere durchbohrte (evtl. auch undurchbohrte) Tierzähne und der Unterkiefer eines Schweins entdeckt. Alle Funde sind heute verschollen.

### Datierung
Mittels Radiokarbonmethode konnte die Nutzungszeit der Anlage auf 3870±100 BP; 2333±135 calBC bestimmt werden.